# Antoniewicz (herb szlachecki)
Antoniewicz (Bołoz Antoniewicz) – polski herb szlachecki nadany w Galicji.

## Opis herbu
Opis zgodnie z klasycznymi regułami blazonowania:
W polu błękitnym gałązka róży z liśćmi zielonymi i trzema kwiatami (1, 2). 
Klejnot: Samo godło. 
Labry: Błękitne, podbite srebrem.

## Najwcześniejsze wzmianki
Herb własny rodu Bołoz Antoniewiczów. Nadany z predykatem Bołoz oraz pierwszym stopniem szlachectwa (Edler von) w Galicji przez Józefa II 23 września 1789 Ormianom braciom Jakubowi i księdzu Dominikowi Antoniewiczom.

## Herbowni
Bołoz Antoniewicz.